# 红军医院
红军医院，位于中国广东省汕头市潮南区红场镇大坝村，现为潮南区文物保护单位，类型为近现代重要史迹及代表性建筑，公布时间为2001年3月2日。
红军医院的历史年代为现代。